# Igor Semsjov
Igor Petrovitj Semsjov (ryska: Игорь Петрович Семшов), född 6 april 1978 i Moskva, är en rysk före detta fotbollsspelare. Mellan 2002 och 2012 gjorde han 57 landskamper för det ryska landslaget.
Han var uttagen i Rysslands trupp vid fotbolls-VM 2002 samt fotbolls-EM 2004, 2008 och 2012.